# Podleśna (województwo warmińsko-mazurskie)
Podleśna (dawniej niem. Klingerswalde) – wieś w Polsce położona w województwie warmińsko-mazurskim, w powiecie olsztyńskim, w gminie Dobre Miasto.
W latach 1975–1998 miejscowość położona była w województwie olsztyńskim. Wieś znajduje się w historycznym regionie Warmia.
Zobacz też: Podleśna, Podleśna Wola